# Монткур-Лизроль
Монтку́р-Лизро́ль (фр. Montescourt-Lizerolles) — коммуна во Франции, находится в регионе Пикардия. Департамент коммуны — Эна. Входит в состав кантона Рибмон. Округ коммуны — Сен-Кантен.
Код INSEE коммуны — 02504.

## Население
Население коммуны на 2010 год составляло 1684 человека.
| 1962 | 1968 | 1975 | 1982 | 1990 | 1999 | 2010 |
| ---- | ---- | ---- | ---- | ---- | ---- | ---- |
| 1624 | 1814 | 1668 | 1485 | 1460 | 1476 | 1684 |

## Экономика
В 2010 году среди 1032 человек трудоспособного возраста (15—64 лет) 745 были экономически активными, 287 — неактивными (показатель активности — 72,2 %, в 1999 году было 64,2 %). Из 745 активных жителей работали 635 человек (362 мужчины и 273 женщины), безработных было 110 (53 мужчины и 57 женщин). Среди 287 неактивных 67 человек были учениками или студентами, 78 — пенсионерами, 142 были неактивными по другим причинам.